# Ischnolea longeantennata
Ischnolea longeantennata är en skalbaggsart som beskrevs av Stefan von Breuning 1942. Ischnolea longeantennata ingår i släktet Ischnolea och familjen långhorningar. Inga underarter finns listade i Catalogue of Life.